# Nikola Benger
Nikola Benger (Križevci, 1695. — Lepoglava, 1766.) hrvatski povjesničar, redovnik pavlin.

## Životopis
Osnovnu školu i gimnaziju je završio u Križevcima. U Lepoglavi je 1713. stupio u Pavlinski red, te je 1721. postao doktor teologije i profesor. Od petnaest djela tri su mu tiskana za života, ostatak je ostao u rukopisu. Najznačajnije mu je djelo povijest Pavlinskoga reda od 1663. do 1743., tiskan u Požunu 1743. godine (Posonii).

## Djela
- Regina martyrum innumeris gratiis corusca, Dei mater dolorosa, Maria, Crisiensis urbis urbs refugii … sive Historica expositio ortus progressus et miraculorum thaumaturgae statuae B. M. Dolorosae Crisii … erecta. (S. 1.) 1730.
- Annalium eremi-coenobiticorum ordinis Fratrum eremitarum s. Pauli Primi, eremitae. Posonii, Typis Haeredum Royerianum, 1743.
- Promptuarium privilegiorum confessarios regulares attientium quoad facultates ad absolvendum ac dispensandum etc. a sacra Sede Apostolica eisdem concessas. Tyrnaviae, Typis academicis Societ. Iesu, 1750.